# Crassula extrorsa
Crassula extrorsa är en fetbladsväxtart som beskrevs av Toelken. Crassula extrorsa ingår i släktet krassulor, och familjen fetbladsväxter. Inga underarter finns listade i Catalogue of Life.